# Discografia di Eric Clapton
La discografia di Eric Clapton comprende 22 album in studio, 16 dischi dal vivo e 21 raccolte ufficiali.

## Discografia solista

### Album in studio[1]
- 1970 - Eric Clapton
- 1974 - 461 Ocean Boulevard, Stati Uniti: disco d’oro
- 1975 - There's One in Every Crowd
- 1976 - No Reason to Cry
- 1977 - Slowhand, Stati Uniti: 3x Multi-Platino
- 1978 - Backless, Stati Uniti: disco di platino
- 1981 - Another Ticket, Stati Uniti: disco d’oro
- 1983 - Money and Cigarettes
- 1985 - Behind the Sun, Stati Uniti: disco di platino
- 1986 - August, Stati Uniti: disco d’oro
- 1989 - Journeyman, Stati Uniti: 2x Multi-Platino
- 1994 - From the Cradle, Stati Uniti: 3x Multi-Platino
- 1998 - Pilgrim, Stati Uniti: disco di platino
- 2001 - Reptile, Stati Uniti: disco d’oro
- 2004 - Me and Mr. Johnson, Stati Uniti: disco d’oro
- 2004 - Sessions for Robert J
- 2005 - Back Home, Stati Uniti: Disco d’oro
- 2010 - Clapton
- 2013 - Old Sock
- 2016 - I still Do
- 2018 – Happy Xmas
- 2024 – Meanwhile

### Album dal vivo[1]
- 1973 - Eric Clapton's Rainbow Concert
- 1975 - E. C. Was Here
- 1980 - Just One Night, Stati Uniti: disco d’oro
- 1983 - Time Pieces Vol.II Live In The Seventies
- 1991 - 24 Nights, Stati Uniti: disco d’oro
- 1992 - Unplugged, Stati Uniti: disco di diamante
- 1996 - Crossroads 2: Live in the Seventies
- 2002 - One More Car, One More Rider
- 2009 - Live from Madison Square Garden con Steve Winwood
- 2011 - Wynton Marsalis and Eric Clapton Play the Blues - Live from Jazz at Lincoln Center, con Wynton Marsalis
- 2013 - Crossroads Guitar Festival 2013
- 2015 - Slowhand at 70 – Live at the Royal Albert Hall
- 2016 - Live in San Diego
- 2021 - The Lady in the Balcony: Lockdown Sessions
- 2022 - Nothing but the Blues
- 2024 - To save a child

### Raccolte[1]
- 1972 - The History of Eric Clapton
- 1972 - Eric Clapton at His Best
- 1973 - Clapton
- 1981 - Steppin' Out
- 1982 - Time Pieces: Best of Eric Clapton, Stati Uniti: 7x Multi-Platino
- 1984 - Backtrackin'
- 1987 - The Cream of Eric Clapton
- 1988 - Crossroads, Stati Uniti: 3x Multi-Platino
- 1991 - Story
- 1991 - The Best of Eric Clapton
- 1993 - Stages
- 1995 - The Cream of Clapton, Stati Uniti: disco di platino
- 1996 - Strictly the Blues
- 1999 - Blues, Stati Uniti: disco d'oro
- 1999 -The Blues Years
- 1999 - Clapton Chronicles - The Best of Eric Clapton, Stati Uniti: disco di platino
- 2003 - Martin Scorsese Presents The Blues: Eric Clapton
- 2004 - 20th Century Masters – The Millennium Collection: The Best of Eric Clapton
- 2007 - Complete Clapton
- 2011 - Icon
- 2015 - Forever Man

### Colonne sonore
- 1985 Heaven Is One Step Away (dal film Back to the Future, 1985)
- 1985 Edge of Darkness (dal dramma televisivo Edge of Darkness, 1985)
- 1986 Forever Man (dal film Space Camp - Gravità zero, 1986)
- 1987 Lethal Weapon (dal film Arma letale, 1987)
- 1988 Homeboy (dal film Homeboy, 1988)
- 1989 Lethal Weapon 2 (dal film Arma letale 2, 1989)
- 1991 Rush (dal film Effetto allucinante, 1991)
- 1992 Lethal Weapon 3 (dal film Arma letale 3, 1992)
- 1996 Phenomenon (dal film Phenomenon, 1996)
- 1999 The Story of Us (dal film Storia di noi due, 1999)

### Collaborazioni
- 2000 - Riding with the King con B.B. King, Stati Uniti: 2x Multi-Multiplatino
- 2006 - The Road to Escondido con J.J. Cale, Stati Uniti: disco d’oro
- 2014 - The Breeze: An Appreciation of JJ Cale

### Singoli solista
| Anno | Mese      | Titolo                                                                                     |
| ---- | --------- | ------------------------------------------------------------------------------------------ |
| 1970 | Ottobre   | "After Midnight" / "Easy Now" (numero 18 US - ATCO label, numero 10 Canada - Polydor)      |
| 1972 | Novembre  | "Let It Rain" (numero 48 US, numero 42 Can)                                                |
| 1974 | Luglio    | "I Shot the Sheriff/Give Me Strength (numero 9 UK, numero 1 US, numero 1 Can)              |
| 1974 | Ottobre   | "Willie and the Hand Jive/Mainline Florida" (numero 26 US, numero 31 Can)                  |
| 1975 | Maggio    | "Swing Low Sweet Chariot/Pretty Blue Eyes (numero 19 UK)                                   |
| 1975 | Agosto    | "Knockin' on Heaven's Door" / "Someone Like You" (numero 38 UK)                            |
| 1976 | Ottobre   | "Hello Old Friend" / "All Our Past Times" (numero 24 US, numero 37 Can)                    |
| 1977 | Febbraio  | "Carnival" / "Hungry"                                                                      |
| 1977 | Novembre  | "Lay Down Sally" / "Cocaine" (numero 39 UK, numero 3 US, numero 3 Can)                     |
| 1978 | Marzo     | "Wonderful Tonight" / "Peaches and Diesel" (numero 16 US, numero 15 Can)                   |
| 1978 | Ottobre   | "Promises" / "Watch Out For Lucy" (numero 37 UK, numero 9 US, numero 7 Can)                |
| 1979 | Marzo     | "If I Don't Be There By Morning" / "Tulsa Time"                                            |
| 1980 |           | "Cocaine" / "Tulsa Time" (numero 30 US, numero 3 Can)                                      |
| 1980 |           | "Blues Power" (numero 76 US)                                                               |
| 1981 | Febbraio  | "I Can't Stand It" / "Black Rose" (numero 10 US, numero 15 Can)                            |
| 1981 | Aprile    | "Another Ticket" / "Rita Mae" (numero 78 US)                                               |
| 1983 | Gennaio   | "I've Got a Rock n Roll Heart" / "Man In Love" (numero 83 UK, numero 18 US, numero 17 Can) |
| 1983 | Aprile    | "The Shape You're In" / "Crosscut Saw" (numero 75 UK)                                      |
| 1983 | Maggio    | "Slow Down Linda" / "Crazy Country Hop"                                                    |
| 1985 | Marzo     | "Forever Man" / "Too Bad" (numero 51 UK, numero 26 US, numero 75 Can))                     |
| 1985 | Giugno    | "She's Waiting" / "Jailbait"                                                               |
| 1985 |           | "See What Love Can Do" (numero 89 US)                                                      |
| 1987 | Gennaio   | "Behind the Mask" / "Grand Illusion" (numero 15 UK)                                        |
| 1987 | Marzo     | "It's In the Way That You Use It" / "Bad Influence" (numero 1 US, numero 77 UK)            |
| 1987 | Marzo     | "Tearing Us Apart" / "Hold On" (numero 56 UK)                                              |
| 1987 | Novembre  | "Holy Mother" / "Tangled In Love" (numero 95 UK)                                           |
| 1989 | Novembre  | "Bad Love" / "Before You Accuse Me" (numero 25 UK, numero 88 US, numero 36 Can)            |
| 1990 | Marzo     | "No Alibis" / "Running on Faith" (numero 53 UK)                                            |
| 1990 | Maggio    | "Pretending" / "Hard Times" (numero 96 UK, numero 55 US, numero 24 Can)                    |
| 1991 |           | "Wonderful Tonight" (live) (numero 30 UK)                                                  |
| 1992 |           | "Layla" (live, unplugged) (numero 45 UK, numero 12 US, numero 1 Can)                       |
| 1994 | Settembre | "Motherless Children" / "Driftin'" (numero 63 UK, numero 9 Can)                            |
| 1998 |           | "My Father's Eyes" / "Change the World" (numero 33 UK, numero 5 US, numero 10 Can)         |
| 1998 |           | "Circus" (numero 39 UK)                                                                    |
| 1999 |           | "Blue Eyes Blue" (numero 2 Can.AC)                                                         |
| 2001 | Aprile    | "I Ain't Gonna Stand For It" / "Losing Hand"                                               |
| 2004 |           | "Come on in my kitchen (electric version)"                                                 |
| 2013 |           | "Every little thing"                                                                       |
| 2021 |           | "This has gotta stop"                                                                      |
| 2021 |           | "Heart of a child"                                                                         |
| 2022 |           | "Pompous fool"                                                                             |

## Discografia nei gruppi musicali

### Album
The Yardbirds (1963-1965)
- 1963 - London 1963: The First Recordings!
- 1964 - Five Live Yardbirds (live)
- 1965 - For Your Love
- 1965 - Having a Rave Up (compilation)
- 1966 - Sonny Boy Williamson and The Yardbirds (live)
- 1971 - The Yardbirds Featuring Performances by: Jeff Beck, Eric Clapton, and Jimmy Page (compilation)
- 2003 - Live Blueswailing July '64 (live)

The Immediate All-Stars (1965)
- 1965 - Blues Anytime

John Mayall & the Bluesbreakers (1965-1966)
- 1966 - Blues Breakers with Eric Clapton

Eric Clapton & The Powerhouse (1966)
- 1966 - What's Shakin' (compilation)

Cream (1966-1968, riunione 2005)
- 1966 - Fresh Cream US numero 39, UK numero 6 (RIAA: Gold)
- 1967 - Disraeli Gears US numero 4, UK numero 5(RIAA: Platinum)
- 1968 - Wheels of Fire US numero 1, UK numero 3 (RIAA: Gold)
- 1969 - Goodbye US numero 2, UK numero 1 (RIAA: Gold)
- 1969 - Best of Cream US numero 3, UK numero 6 (RIAA: Gold)
- 1970 - Live Cream (live)
- 1972 - Live Cream Volume II (live)
- 1972 - Heavy Cream (compilation)
- 1983 - Strange Brew (compilation) (RIAA: Platinum)
- 1995 - The Very Best of Cream (compilation) (RIAA: Gold)
- 1997 - Those Were the Days (box set)
- 2000 - 20th Century Masters (compilation)
- 2003 - BBC Sessions (compilation)
- 2005 - Cream Gold (compilation)
- 2005 - I Feel Free Ultimate Cream (compilation)
- 2005 - Royal Albert Hall London May 2-3-5-6 2005 (live)

Blind Faith (1968-1969)
- 1969 - Blind Faith US numero 1, UK numero 1 (RIAA: Platinum)

Delaney & Bonnie & Friends (1969-1970)
- 1970 - On Tour with Eric Clapton (live)

Derek and the Dominos (1970)
- 1970 - Layla and Other Assorted Love Songs US numero 16 (RIAA: Gold)
- 1973 - In concert (live) UK numero 36 (RIAA: Gold)
- 1990 - The Layla Sessions: 20th Anniversary Edition (box set)
- 1994 - Live at the Fillmore (live)

### Collaborazioni
Con George Harrison
(per lo più non accreditato a causa di vincoli contrattuali)
- 1968 The Beatles/White Album (con The Beatles)
- 1968 Wonderwall Music (soundtrack dal film del 1968 , Wonderwall)
- 1970 All Things Must Pass
- 1971 The Concert for Bangla Desh (live, con vari artisti)
- 1974 Dark Horse
- 1976 The Best of George Harrison (compilation)
- 1979 George Harrison
- 1987 Cloud Nine
- 1989 Best of Dark Horse 1976-1989 (compilation)
- 1992 Live in Japan (live)
- 2003 Concert for George (live, con vari artisti)
- 2004 The Dark Horse Years 1976-1992 (box set)

Con altri artisti
- 1968 Lumpy Gravy (con Frank Zappa)
- 1968 Lady Soul (con Aretha Franklin)
- 1970 Stephen Stills (esordio solista di Stephen Stills)
- 1970 Leon Russell (con Leon Russell)
- 1971 The London Howlin' Wolf Sessions (con Howlin' Wolf)
- 1971 The Sun Moon & Herbs (con Dr. John)
- 1976 Stingray (con Joe Cocker)
- 1977 Rough Mix (con Pete Townshend e Ronnie Lane)
- 1978 The Last Waltz (live, con The Band e altri)
- 1978 White Mansions (con Waylon Jennings e altri)
- 1980 The Party LP (live, con Alexis Korner)
- 1981 Face Value (con Phil Collins)
- 1981 The Secret Policeman's Other Ball (live, con Jeff Beck e altri)
- 1984 The Pros and Cons of Hitch Hiking (esordio solista di Roger Waters)
- 1986 Persona (con Liona Boyd)
- 1986 Deep In The Heart Of Nowhere (con Bob Geldof)
- 1986 Dancing on the Ceiling (con Lionel Richie)
- 1987 ...Nothing Like the Sun (con Sting)
- 1988 Taking It Home (con Buckwheat Zydeco)
- 1989 ...But Seriously (con Phil Collins)
- 1989 Oro, incenso e birra (con Zucchero Fornaciari)
- 1991 Stranger in This Town (esordio solista di Richie Sambora)
- 1991 Zucchero (con Zucchero Fornaciari)
- 1992 The One (con Elton John)
- 1993 Ten Summoner's Tales (con Sting)
- 1997 Retail Therapy (con TDF)
- 1999 Supernatural (con Santana)
- 1999 Anyway the Wind Blows (con Bill Wyman's Rhythm Kings)
- 2003 Ringo Rama (con Ringo Starr)
- 2004 Zu & Co. (con Zucchero Fornaciari)
- 2004 Zu & Co. Live at the Royal Albert Hall (live, con Zucchero Fornaciari
- 2004 Stardust: The Great American Songbook Volume III (con Rod Stewart)
- 2005 Africa Unite: The Singles Collection (con Bob Marley)
- 2006 Live at Montreux 1986 (live, con Otis Rush)
- 2008 Nine Lives (con Steve Winwood)
- 2008 The City that Care Forgot (con Dr. John)
- 2008 Skin Deep (con Buddy Guy)
- 2009 Roll On (con J.J. Cale)
- 2022 One of Those Days (con Ozzy Osbourne)

### Singoli con i gruppi musicali
| Con The Yardbirds (1963-1965)                          |           |                                                                                             |
| 1964                                                   | Maggio    | "I Wish You Would" / "A Certain Girl"                                                       |
| 1964                                                   | Ottobre   | "Good Morning Little Schoolgirl" / "I Ain't Got You"                                        |
| 1965                                                   | Febbraio  | "For Your Love" / "Got To Hurry" (numero 3 UK, numero 6 US, numero 1 Can)                   |
| Con John Mayall & the Bluesbreakers (1965-1966)        |           |                                                                                             |
| 1965                                                   | Ottobre   | "I'm Your Witchdoctor" / "Telephone Blues"                                                  |
| 1966                                                   | Agosto    | "Lonely Years" / "Bernard Jenkins"                                                          |
| 1966                                                   | Settembre | "Parchman Farm" / "Key to Love"                                                             |
| Con Cream (1966-1968)                                  |           |                                                                                             |
| 1966                                                   | Ottobre   | "Wrapping Paper" / "Cat's Squirrel" (UK numero 34)                                          |
| 1966                                                   | Dicembre  | "I Feel Free" / "N.S.U." (UK numero 11)                                                     |
| 1967                                                   | Giugno    | "Strange Brew" / "Tales Of Brave Ulysses" (UK numero 17)                                    |
| 1968                                                   | Maggio    | "Anyone For Tennis" / "Pressed Rat and Warthog" (UK numero 40, US numero 64, Can numero 37) |
| 1968                                                   | Settembre | "Sunshine of Your Love" / "SWLABR" (UK numero 25, US numero 5, Can numero 3)                |
| 1968                                                   | Settembre | "Spoonful part 1" / "Spoonful part 2"                                                       |
| 1969                                                   | Gennaio   | "White Room" / "Those Were the Days" (UK numero 28, US numero 6, Can numero 2)              |
| 1969                                                   | Gennaio   | "Crossroads" / "Passing the Time" (US numero 28, Can numero 13)                             |
| 1969                                                   | Aprile    | "Badge" / "What a Bringdown" (UK numero 18, US numero 60, Can numero 49)                    |
| 1970                                                   | Giugno    | "Sweet Wine" / "Lawdy Mama"                                                                 |
| Con John Lennon and the Plastic Ono Band (1969)        |           |                                                                                             |
| 1969                                                   | Ottobre   | "Cold Turkey" / "Don't Worry Kyoko" (numero 30 Can)                                         |
| Con Delaney & Bonnie & Friends (1969-1970)             |           |                                                                                             |
| 1969                                                   |           | "Comin' Home" (numero 16 UK)                                                                |
| Con Vivian Stanshall and the Sean Head Showband (1970) |           |                                                                                             |
| 1970                                                   |           | "Labio-Dental Fricative" / "Paper Round"                                                    |
| Con Derek and the Dominos (1970)                       |           |                                                                                             |
| 1972                                                   | Luglio    | "Layla" / "Bell Bottom Blues" (numero 7 UK, numero 10 US, numero 9 Can)                     |
| 1973                                                   | Aprile    | "Why Does Love Got to Be So Sad" (live) / "Presence of the Lord" (live)                     |
| 1982                                                   |           | "Layla" (numero 4 UK)                                                                       |